# Jakub Karnowski
Jakub Karnowski (ur. 1 marca 1974 w Sosnowcu) – polski ekonomista, finansista, menadżer, w latach 2012–2015 prezes zarządu Polskich Kolei Państwowych S.A. Od 1 marca 2025 roku Prezes Kredobanku.

## Życiorys
Absolwent Liceum im. Stanisława Staszica w Sosnowcu (1992), Szkoły Głównej Handlowej w Warszawie oraz studiów MBA w Carlson School of Management i H.Humphrey Institute of Public Affairs na Uniwersytecie Minnesoty w Minneapolis (1997). Stypendysta Fundacji Margaret Thatcher w London School of Economics. W 1999 r. był uczestnikiem programu na Uniwersytecie Harwardzkim – w Szkole Administracji Publicznej im. Johna F. Kennedy’ego. W 2001 r. ukończył Studium dla Doradców Inwestycyjnych i Analityków Papierów Wartościowych w Instytucie Rozwoju Biznesu Centrum Prywatyzacji. W 2004 r. w SGH uzyskał stopień doktora nauk ekonomicznych, w 2007 dyplom analityka finansowego (Chartered Financial Analyst – CFA), nadany przez amerykański CFA Institute. W 2022 r. ukończył studia podyplomowe Blockchain: Biznes, Prawo, Technologia na SGH.
W 1995 roku pełnił funkcję asystenta Przewodniczącego Rady Programowej Fundacji Edukacji Ekonomicznej. W 1996 r. pracował w II Narodowym Funduszu Inwestycyjnym. Był sekretarzem osobistym, szefem gabinetu politycznego oraz doradcą ministra finansów Leszka Balcerowicza (1997–2000). Następnie przeszedł wraz z nim do Narodowego Banku Polskiego, gdzie był jego doradcą, a później dyrektorem Departamentu Zagranicznego NBP (2001–2003). Zasiadał również w Komitecie Inwestycyjnym Rezerw Dewizowych tegoż banku.
W latach 2000–2001 był także doradcą Polskiej Konfederacji Pracodawców Prywatnych „Lewiatan”. W latach 2003–2008 pracował w grupie Banku Światowego w Waszyngtonie jako zastępca dyrektora wykonawczego – członek Rady Dyrektorów Wykonawczych (Alternate Executive Director). Specjalizował się w ocenie projektów systemów finansowych krajów członkowskich (Financial System Assessment Programs); oraz w zarządzaniu aktywami i zobowiązaniami Banku Światowego. Był członkiem Komitetu ds. Oceny Efektywności Inwestycji Rozwojowych (Committee of Development Effectiveness). W latach 2008–2012 prezes zarządu i przewodniczący Komitetu Inwestycyjnego PKO Towarzystwa Funduszy Inwestycyjnych SA.
W latach 2012–2015 pełnił funkcję prezesa zarządu i dyrektora generalnego Polskich Kolei Państwowych S.A. i szefa Grupy PKP. Zatrudnił w Grupie PKP grupę profesjonalistów  z dziedzin zarządzania, finansów  i marketingu, którzy zostali nazwani „bankomatami”. W tym czasie zakończono negocjacje z Alstom – producentem pociągów Pendolino (częściowo poprzez arbitraż w którym PKP Intercity wygrało 50 mln. EUR) i 14 grudnia 2014 uruchomiono pierwsze pociągi w Europie Centralnej, które pojechały z prędkością 220 km/h na trasie z Warszawy do Katowic, Krakowa, Trójmiasta i Wrocławia. Na WGPW sprzedano 66% udziałów w PKP Cargo („Debiut Roku 2013” wg redakcji gazety „Parkiet”) uzyskując przychody powyżej 2 mld. PLN. Sprywatyzowano także spółki: PKP Energetyka S.A. (wartość transakcji: 1,41 mld PLN, nabywca: CVC Capital Partners), TK Telekom Sp. z o.o. (wartość transakcji: 221 mln PLN, nabywca: Netia), Polskich Kolei Linowych S.A. (wartość transakcji: 215 mln PLN, nabywca: Mid Europa Partners); Przychody z prywatyzacji umożliwiły spłatę zadłużenia PKP S.A. w wysokości 4.5 mld PLN oraz dokapitalizowano PKP Intercity o wartości 1 mld PLN z przeznaczeniem na modernizację taboru i stacji postojowych. Mianowanie profesjonalnego zarządu oraz zastosowanie systemów motywacyjnych, wzmocnienie audytu wewnętrznego i poprawa systemu Corporate Governance w bardzo istotnym stopniu wpłynęła na sukces procesów reformatorskich i restrukturyzacyjnych w Grupie PKP w  latach 2012-2015.
Z raportu Międzynarodowego Funduszu Walutowego „Ocena roli przedsiębiorstw państwowych w Europie Środkowej, Wschodniej i Południowo-wschodniej” (Departament Europejski IMF we współpracy z EBOiR, raport no. 19/11, strona 68-69, z 17 czerwca 2019 rok):
W 2012 roku rząd w Polsce mianował nowy zarząd PKP powierzając mu zadanie wielowymiarowej poprawy efektywności Grupy PKP oraz ożywienia opóźnionego procesu prywatyzacji. Nowy zespół zarządzających PKP skutecznie przeprowadził szereg procesów restrukturyzacyjnych w tym: wprowadzenie systemu zarządzania przez cele (MBO) w spółkach Grupy PKP co przyczyniło się do polepszenia jakości nadzoru właścicielskiego, wprowadzono wzmocniony i skuteczny audyt wewnętrzny oraz w większym stopniu korzystano z ekspertów zewnętrznych przy wprowadzaniu w życie strategicznych projektów i ulepszaniu procesów operacyjnych.
Przyspieszono opóźnioną prywatyzację w tym sprzedaż kolejek górskich (PKL) i spółek wspierających ruch kolejowy. W latach 2013-15 PKP Cargo zadebiutowało na Warszawskiej Giełdzie Papierów Wartościowych oraz - poprzez sprzedaż - odpolityczniono spółki wspierające ruch kolejowy: spółkę telekomunikacyjną (TK Telekom) i energetyczną (PKP Energetyka). Dodatkowo Grupa PKP kontynuowała sprzedaż niewykorzystywanych nieruchomości i utworzyła spółkę dedykowaną do zwiększania wartości nieruchomości strategicznych. Całkowite zatrudnienie w Grupie PKP zredukowano do około 70.000 pracowników w roku 2016. Efektem udanego wysiłku reformatorskiego stał się skokowy spadek zadłużenia Grupy i dużo wyższa produktywność.
Doświadczenie restrukturyzacyjne PKP dostarcza kilka istotnych wniosków dla rządów które decydują się na wysiłek polegający na restrukturyzacji przedsiębiorstw państwowych:
- Problemy przedsiębiorstw państwowych mogą być tak utrwalone i głębokie że jedynym wyjściem jest przeprowadzenie szerokich, wielowymiarowych procesów restrukturyzacyjnych;
- Faktyczne funkcjonalne rozdzielenie odrębnych linii biznesowych i wsparcia biznesu jest warunkiem koniecznym lecz niewystarczającym do poprawy finansowej i operacyjnej efektywności przedsiębiorstwa
- Działania zmierzające do obniżenia nadmiernego zadłużenia w tym prywatyzacja i skupienie się na kluczowych aktywach sprzyja poprawie efektywności;
- Restrukturyzacja zatrudnienia, choć trudna z powodów społecznych jest niezbędna aby przedsiębiorstwa z przerostem zatrudnienia odzyskały sprawność finansową.

W latach 2016–2019 był prezesem funduszu inwestycyjnego Luma Holding działającego w branży przemysłowej.
Jakub Karnowski był członkiem wielu rad nadzorczych, m.in.
W latach 1999–2021 Agencji Rozwoju Przemysłu.
W latach 2012–2015 przewodniczący rady nadzorczej PKP Cargo i TK Telekom oraz członek rady nadzorczej PZU S.A. i Advanced World Transport B.V.
W latach 2015–2019 członek rady nadzorczej HSBC Bank Polska. W HSBC Bank Polska był członkiem niezależnym i przewodniczącym Komitetu Ryzyka i Audytu.
W latach 2018–2019 członek rady nadzorczej spółek publicznych: Protektor S.A. i Prime Car Management S.A.
W latach 2017–2024 był niezależnym członkiem rad nadzorczych i przewodniczącym komitetów audytu w spółkach Grupy Allianz Polska w tym TUiR Allianz, Allianz Życie, Euler Hermes, TFI Allianz oraz TU Santander Allianz (d. Santander Aviva) i TUnŻ Santander Allianz (d. Santander Aviva).
W 2018 r. w wyniku otwartego postępowania został niezależnym członkiem rady nadzorczej poczty ukraińskiej (Ukrposzta) i przewodniczącym komitetu audytu. Od 2023 do 2024 r. był przewodniczącym rady nadzorczej.
W 2020 roku wygrał otwarty konkurs na prezesa kolei ukraińskich w którym brało udział ponad 100 kandydatów. Z powodu pandemii COVID nie podpisał jednak kontraktu.
W 2021 r. wygrał konkurs na niezależnego członka rady nadzorczej kolei ukraińskich (Ukrzaliznycia), gdzie pracował do 2024 r. Był przewodniczącym komitetu transformacji.
W latach 2023–2024 był członkiem rady nadzorczej giełdowej spółki Unibep S.A.
W sierpniu 2024 roku objął funkcję I Wiceprezesa Kredobanku, banku z Grupy PKO Banku Polskiego z siedzibą we Lwowie, Ukraina. Od 1 marca pełni funkcję Prezesa Zarządu Kredobanku.
Wykłada w Szkole Głównej Handlowej, gdzie od 1996 r. pracuje w Katedrze Międzynarodowych Studiów Porównawczych. Od 2022 jest kierownikiem Zakładu Ekonomii Liberalnej. Prowadzi wykłady w zakresie przedmiotów w ramach kierunku Ekonomiczna Analiza Prawa. Od 2022 r. pełni funkcję opiekuna Studenckiego Koła Naukowego Odbudowy Ukrainy.
Członek rady Fundacji Wolności Gospodarczej
Członek CFA Society of Ukraine (CFA Institute)
Członek American Economic Association
Członek Towarzystwa Ekonomistów Polskich
Autor publikacji z zakresu makroekonomii i finansów:
1. Technology: Toward Business Sustainability. Book chapter - „Managing the Development of Offshore Wind Energy Projects in Poland – Opportunities and Challenges”. Oliwia Mróz-Malik; Wojciech Drożdż; Agnieszka Rzepka; Jakub Karnowski. Springer, 2024[19];
2. Technology: Toward Business Sustainability. Book chapter - “The Development of Low-Emission Public Urban Transport in Europe”. Konrad Henryk Bachanek; Jakub Karnowski; Wojciech Drożdż; Agnieszka Rzepka. Springer, 2024[20];
3. Technology: Toward Business Sustainability. Book chapter - “Challenges and Solutions for Grid Penetration Caused by EV Charging Stations in Urban Areas”. JAROSŁAW JAWORSKI, RADOSŁAW MIŚKIEWICZ, PAWEŁ MIĄZEK, WOJCIECH DROŻDŻ, Agnieszka Rzepka, Jakub Karnowski. Springer, 2024[21];
4. Technology: Toward Business Sustainability. Book chapter - “Analysis of the Dynamics of Revenues of Selected National Economies from the Export of Energy Resources”.  WOJCIECH DROŻDŻ, JAROSŁAW JAWORSKI, RADOSŁAW MIŚKIEWICZ, Jakub Karnowski, Agnieszka Rzepka. Springer, 2024[22];
5. “Sidestepping the Sovereign Debt Trap? The Case of Poland”.  Jakub Karnowski; Andrzej Rzońca. Routledge, 2024[23];
6. “How to link privatization and the development of pension funds – a proposal”. Aleksander Grad; Jakub Karnowski; Andrzej Rzońca. Ekonomista, 2022[24];
7. “Climate Challenges and Financial Institutions. An overview of the Polish Banking Sector's Practices”. Ekonomista, 2021[25];
8. “Financing framework for local governments: diagnosis and change proposals.” Jakub Karnowski; Andrzej Rzońca. Ekonomia i Prawo, 2021[26];
9. “Directions for the Reconstruction of the Tax System in Poland – a Growth‑Enhancing Proposal”. Acta Universitatis Lodziensis.  Jakub Karnowski; Andrzej Rzońca. Folia Oeconomica, 2021[27];
10. “Should Poland join the euro area? The challenge of the boom-bust cycle”. Argumenta Oeconomica, 2023[28];
11. “The Role of Crypto Trading in the Economy, Renewable Energy Consumption and Ecological Degradation”. Energies, 2022;
12. “Polityka gospodarcza Hiszpanii, Portugalii i Grecji w drodze do Unii Gospodarczej i Walutowej. Analiza doświadczeń na tle teorii”. Praca naukowa,Warszawa/Waszyngton, styczeń 2006[29];
13. “Falowanie aktywności gospodarczej. Przypadek Polski”. Janusz Beksiak, Magda Ciżkowicz, Jakub Karnowski. Wydawnictwo C.H. Beck, Warszawa 2013[30];
14. “To nie opcje są najważniejszym problemem gospodarki”. Andrzej Rzońca, Jakub Karnowski. „Dziennik”, 26 lutego 2009 r[7];
15. “The growing public debt and the associated risks. Rosnące zadłużenie państw i jego ryzyka”. Chapter 2: Will Poland fall into the debt trap?[31]
16. “Odbudowa gospodarki i integracja europejska Ukrainy: propozycje reform”, Oficyna wydawnicza SGH, 2023[32];